# 옥시덴탈 페트롤리움
옥시덴탈 페트롤리움(영어: Occidental Petroleum Corporation)은 미국의 석유, 가스 및 화학 관련 기업으로 대부호 정상으로 알려진 아만드 해머가 소비에트 사회주의 연방 공화국과 무역으로 얻은 막대한 자산을 바탕으로 경영권을 잡았다. 석유 메이저라고 불리는 7대 석유 회사에 뒤를 잇는 규모의 독립계 석유회사로 본사는 미국 캘리포니아주 로스앤젤레스에 위치해 있다.

## 역사
1920년에 설립했다. 당초 화학 제품의 처리등 실시하고 있었다. 제2차 세계대전이 끝난 이후 미국의 경영자인 아만드 해머가 경영권을 잡으면서 세계에서 산유량을 자랑하고 있던 이란이나 이드리스 1세 국왕과 함께 적극적으로 유전 개발을 진행시키고 있던 리비아와 석유 개발 및 거래와 북해 유전의 개발 등에 손을 뻗으면서 막대한 자산을 얻고 이른바 세븐 시스터즈에 뒤를 잇는 규모까지 확대했다.
그러나 1969년 9월에 리비아의 카다피가 일으킨 이슬람 사회주의 혁명에 의해 리비아에 있던 동사의 자산은 모두 국유화가 되면서 커다란 타격을 입었다. 그 후 미국은 리비아와 단교 조치를 했으며 미국은 경제 제재를 시작해 도항 금지 조치를 실시했다. 이후 옥시덴탈은 북해 유전지를 중심으로 성장하게 되었다.
2004년에 미국 정부에 의한 도항 금지 조치가 해제되어 2005년 1월에 행해진 리비아의 석유와 가스권 입찰로 서양과 사우디아라비아계 기업의 연합을 차단하고 리비아의 본격적인 복귀가 기대된다.

## 사건 및 사고
- 1988년 7월 6일, 영국 북부 해상에서 운영하는 북해 유전의 해상 유전 플랫폼인 파이퍼 알파가 가스 유출에 의해 폭발 후 대파해 167명이 사망한 대참사가 되었다.